# Аскарово (Альменєвський округ)
Аска́рово (рос. Аскарово) — присілок у складі Альменєвського округу Курганської області, Росія.
Населення — 116 осіб (2010, 169 у 2002).
Національний склад станом на 2002 рік:
- башкири — 81 %